# Skybridge (Chicago)
Pour les articles homonymes, voir Skybridge.
Le Skybridge est un condominium de luxe situé dans le secteur communautaire de Near West Side à Chicago aux États-Unis.
Il a remporté en 2003 le bronze Emporis Skyscraper Award.
Le rez-de-chaussée du bâtiment est occupé par un magasin de la chaîne Dominick's Grocery.
Le 36e étage bénéficie d'une salle de sport pour les locataires et d'un toit-jardin. Conçu par le bureau d'architectes Perkins + Will, c'est le plus haut édifice à l'Ouest de la Dan Ryan Expressway, le bâtiment possède l'une des plus belles vues panoramiques sur le West Side.